# Karl Michler
Karl Michler (* 15. November 1882 in Buschullersdorf, Österreich-Ungarn; † 8. Oktober 1936 in Reichenberg, Tschechoslowakei) war ein tschechoslowakischer Politiker (Sudetendeutsche Partei) deutscher Nationalität. Er war von 1935 bis 1936 Abgeordneter des Tschechoslowakischen Abgeordnetenhauses.

## Leben und Werk
Er war der Sohn eines Försters. Nach Abschluss der Bürgerschule, einer Textilfachschule und der Handelsschule in Reichenberg arbeitete Michler in verschiedenen Fabriken als Weber und Gerber. Später wurde er Fachlehrer an der Textilschule in Schluckenau. Während des Ersten Weltkriegs meldete er sich freiwillig zur k. k. Armee, in der er den Rang bis zum Offiziers aufstieg. Gegen Ende des Krieges wurde er Inspekteur im Kriegsministerium in Wien und mit der Aufsicht über die Textilindustrie beauftragt.
Nach der Gründung der Tschechoslowakei erfolgte 1920 seine Entlassung als Textilschullehrer. Er arbeitete daraufhin in der Textilindustrie und zuletzt übernahm er die Leitung eines Pfandleihhauses in Reichenberg.
Politisch war er bereits frühzeitig in der Turnerbewegung aktiv und trat der DAWG bei, in der er ab 1933 der Landesleitung angehörte. 1935 wurde er Mitglied der Sudetendeutschen Partei und in das Abgeordnetenhaus der Tschechoslowakei gewählt. Nach seinem Tod 1936 folgte ihm Franz Werner als Abgeordneter nach.